# Gilles Allou
Pour les articles homonymes, voir Allou.
Gilles Allou, né en 1670 à Paris et mort le 2 février 1751 à Paris, est un artiste-peintre français.

## Biographie
Gilles Allou est reçu à l'Académie royale de peinture et de sculpture en 1711.

## Œuvres

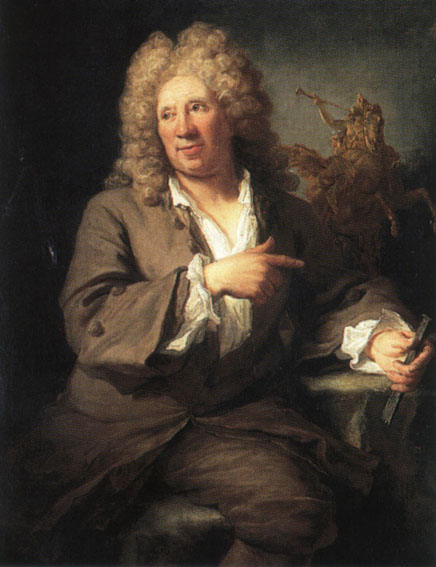
Antoine Coysevox

- Antoine Coypel, musée national des châteaux de Versailles et de Trianon[2]
- Antoine Coysevox, musée national des châteaux de Versailles et de Trianon[3]
- Bon Boullogne, musée national des châteaux de Versailles et de Trianon[4]
- Comédiens italiens, grimpés sur les épaules, les uns des autres, 1700, musée du Louvre département des Arts graphiques[5]
- Deux têtes caricaturales, musée du Louvre département des Arts graphiques[6]
- Funanbule et mendiant, musée du Louvre département des Arts graphiques[7]
- Scène de la comédie italienne, musée du Louvre département des Arts graphiques[8]